# The 'Teddy' Bears
The 'Teddy' Bears er en amerikansk stumfilm fra 1907 af Wallace McCutcheon og Edwin S. Porter.